# Danh sách quốc gia châu Mỹ theo GDP danh nghĩa 2012

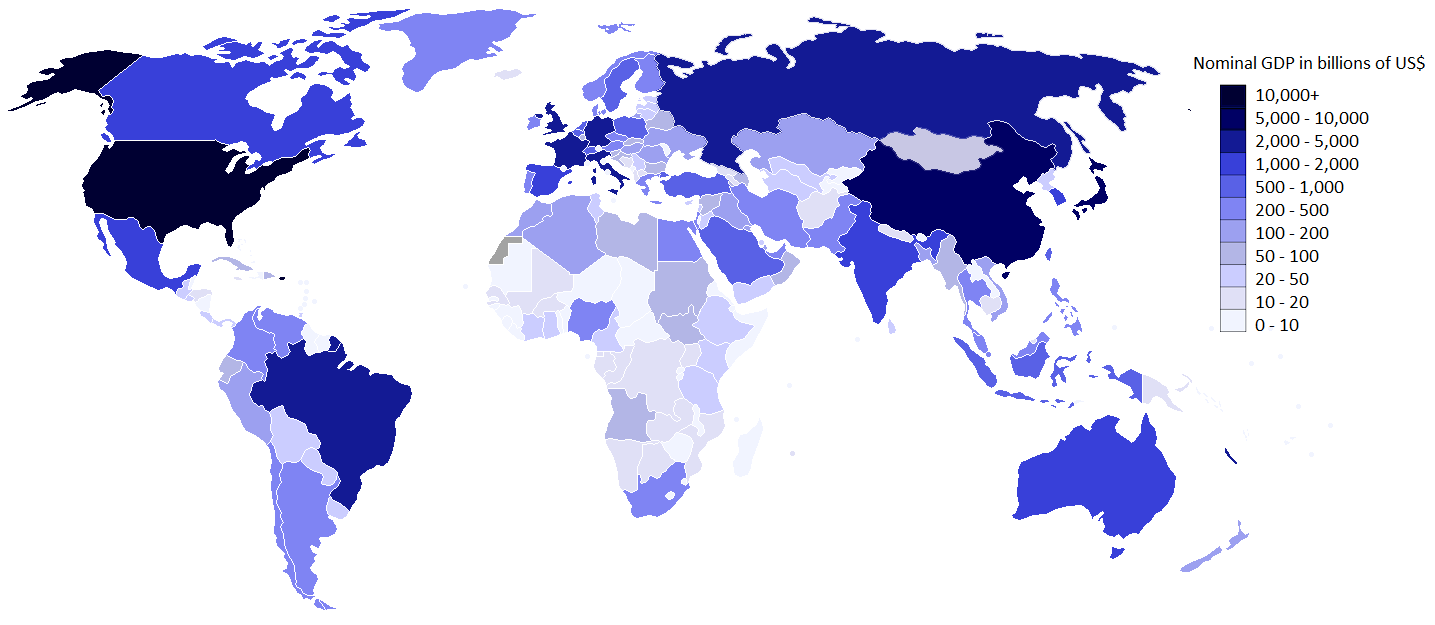
Các quốc gia theo GDP (danh nghĩa) 2012, theo thống kê của CIA Facebook.

Danh sách các quốc gia châu Mỹ theo GDP danh nghĩa 2012 là thống kê về GDP (danh nghĩa) 2012 về 58 quốc gia và vùng lãnh thổ châu Mỹ. Ngoài 34 quốc gia độc lập, bảng thống kê còn có mặt của 21 vùng lãnh thổ: Quần đảo Cayman, Quần đảo Turks và Caicos, Puerto Rico, Quần đảo Virgin thuộc Mỹ, Quần đảo Virgin thuộc Anh, Anguilla, Saint Pierre và Miquelon, Saint-Barthélemy, Bermuda, Martinique, Sint Maarten, Saint-Martin, Aruba, Bonaire, Curaçao, Quần đảo Falkland, Quần đảo Nam Georgia và Nam Sandwich,...
Thống kê được trích từ nguồn dữ liệu Danh sách các quốc gia theo GDP (danh nghĩa) 2012 của Quỹ tiền tệ Quốc tế - IMF.
| STT | Quốc gia và Vùng lãnh thổ            | GDP danh nghĩa (Triệu USD) |
| --- | ------------------------------------ | -------------------------- |
| 1   | Hoa Kỳ                               | 16.244.575                 |
| 2   | Brazil                               | 2.252.664                  |
| 3   | Canada                               | 1.821.424                  |
| 4   | Mexico                               | 1.177.271                  |
| 5   | Argentina                            | 474.865                    |
| 6   | Venezuela                            | 382.424                    |
| 7   | Colombia                             | 369.018                    |
| 8   | Chile                                | 268.177                    |
| 9   | Peru                                 | 197.111                    |
| 10  | Puerto Rico                          | 101.496                    |
| 11  | Ecuador                              | 84.040                     |
| 12  | Cuba                                 | 71.017                     |
| 13  | Cộng hòa Dominican                   | 58,996                     |
| 14  | Guatemala                            | 50.806                     |
| 15  | Uruguay                              | 49.060                     |
| 16  | Costa Rica                           | 45.107                     |
| 17  | Panama                               | 36.253                     |
| 18  | Bolivia                              | 27.232                     |
| 19  | Paraguay                             | 27.073                     |
| 20  | Trinidad và Tobago                   | 23.986                     |
| 21  | El Salvador                          | 23.787                     |
| 22  | Honduras                             | 18.500                     |
| 23  | Jamaica                              | 14.837                     |
| 25  | Nicaragua                            | 10.506                     |
| 26  | Bahamas                              | 8.149                      |
| 27  | Haiti                                | 7.843                      |
| 28  | Bermuda                              | 5.593                      |
| 29  | Suriname                             | 4.755                      |
| 30  | Barbados                             | 4.225                      |
| 31  | Quần đảo Cayman                      | 3.393                      |
| 32  | Guyana                               | 2.828                      |
| 33  | Aruba                                | 2.544                      |
| 34  | Greenland                            | 2.342                      |
| 35  | Belize                               | 1.579                      |
| 36  | Saint Lucia                          | 1.318                      |
| 37  | Antigua và Barbuda                   | 1.176                      |
| 38  | Quần đảo Virgin thuộc Anh            | 909                        |
| 39  | Grenada                              | 790                        |
| 40  | Saint Kitts và Nevis                 | 734                        |
| 41  | Quần đảo Turks và Caicos             | 728                        |
| 42  | Saint Vincent và Grenadines          | 713                        |
| 43  | Dominica                             | 480                        |
| 44  | Anguilla                             | 288                        |
| 45  | Quần đảo Falkland                    | 164,5                      |
| 46  | Saint Pierre và Miquelon             | 164                        |
| 47  | Saint-Barthélemy                     | 152                        |
| 48  | Quần đảo Virgin thuộc Mỹ             | 151,56                     |
| 49  | Guadeloupe                           | 145,253                    |
| 50  | Martinique                           | 132,45                     |
| 51  | Guiana thuộc Pháp                    | 130,45                     |
| 52  | Quần đảo Nam Georgia và Nam Sandwich | 129,2                      |
| 53  | Bonaire                              | 120,24                     |
| 54  | Sint Eustatius                       | 116,25                     |
| 55  | Curaçao                              | 109,3                      |
| 56  | Sint Maarten                         | 56                         |
| 57  | Saint-Martin                         | 32                         |
| 58  | Saba                                 | 12,25                      |